# Brijege
Brijege (cyr. Бријеге) – wieś w Czarnogórze, w gminie Bar. W 2003 roku liczyła 6 mieszkańców.